# Słodkówko
Słodkówko – wieś w Polsce położona w województwie zachodniopomorskim, w powiecie stargardzkim, w gminie Suchań. Jest położona na północ od Suchania (siedziby gminy) i na wschód od Stargardu (siedziby powiatu). We wsi znajduje się kościół z XIV wieku.
W latach 1975–1998 miejscowość administracyjnie należała do województwa szczecińskiego.
Zobacz też: Słodkowo